# WST Pro Series 2021
La WST Pro Series 2021 è stato l'undicesimo evento professionistico della stagione 2020-2021 di snooker, l'ottavo Ranking, e la prima edizione di questo torneo, che si è disputato dal 18 gennaio al 21 marzo 2021, presso lo Stadium MK di Milton Keynes, in Inghilterra.
Il torneo è stato vinto da Mark Williams, il quale si è classificato al primo posto nel girone finale. Il gallese si è aggiudicato così la sua prima WST Pro Series ed il suo 23º titolo Ranking in carriera, il primo dal World Open 2018.
Il 20 gennaio Gary Wilson ha realizzato il suo terzo 147 in carriera, il primo dalle qualificazioni per il Campionato mondiale 2017, eguagliando a questa quota James Wattana, Jamie Cope, Stephen Maguire, Liang Wenbó, Mark Selby, Barry Hawkins e Kyren Wilson; si tratta della nona "serie perfetta" messa a segno in questa stagione e della 166ª nella storia dello snooker professionistico.

## Montepremi
Fase 1
- Primo classificato: £4000
- Secondo classificato: £3000
- Terzo classificato: £2500
- Quarto classificato: £2000
- Quinto classificato: £1500
- Sesto classificato: £1000
- Settimo classificato: £500
- Ottavo classificato: £0

Fase 2
- Primo classificato: £10000
- Secondo classificato: £7500
- Terzo classificato: £5000
- Quarto classificato: £4000
- Quinto classificato: £3000
- Sesto classificato: £2000
- Settimo classificato: £1500
- Ottavo classificato: £1000

Fase 3
- Primo classificato: £20000
- Secondo classificato: £10000
- Terzo classificato: £7500
- Quarto classificato: £5000
- Quinto classificato: £4000
- Sesto classificato: £3000
- Settimo classificato: £2000
- Ottavo classificato: £1000

## Fase 1

### Gruppo A
Data di gioco: 23 gennaio 2021.
| N° | Giocatore       | MD | MV | MP | FV | FP | DF  | PT |
| -- | --------------- | -- | -- | -- | -- | -- | --- | -- |
| 1  | Shaun Murphy    | 7  | 7  | 0  | 14 | 5  | +9  | 21 |
| 2  | Louis Heathcote | 7  | 5  | 2  | 12 | 7  | +5  | 15 |
| 3  | Alan McManus    | 7  | 5  | 2  | 11 | 6  | +5  | 15 |
| 4  | Xu Si           | 7  | 4  | 3  | 10 | 7  | +3  | 12 |
| 5  | Michael Holt    | 7  | 3  | 4  | 8  | 10 | -2  | 9  |
| 6  | Brian Ochoiski  | 7  | 2  | 5  | 6  | 11 | -5  | 6  |
| 7  | Ken Doherty     | 7  | 2  | 5  | 6  | 11 | -5  | 6  |
| 8  | Fraser Patrick  | 7  | 0  | 7  | 4  | 14 | -10 | 0  |

Incontri
| Giocatore 1     | Risultato | Giocatore 2     |
| --------------- | --------- | --------------- |
| Shaun Murphy    | 2 - 0     | Brian Ochoiski  |
| Michael Holt    | 2 - 0     | Fraser Patrick  |
| Alan McManus    | 2 - 0     | Ken Doherty     |
| Louis Heathcote | 2 - 1     | Xu Si           |
| Shaun Murphy    | 2 - 1     | Fraser Patrick  |
| Michael Holt    | 1 - 2     | Ken Doherty     |
| Alan McManus    | 2 - 0     | Xu Si           |
| Louis Heathcote | 2 - 1     | Brian Ochoiski  |
| Shaun Murphy    | 2 - 1     | Ken Doherty     |
| Michael Holt    | 0 - 2     | Xu Si           |
| Alan McManus    | 0 - 2     | Louis Heathcote |
| Fraser Patrick  | 0 - 2     | Brian Ochoiski  |
| Shaun Murphy    | 2 - 1     | Xu Si           |
| Michael Holt    | 2 - 1     | Louis Heathcote |
| Alan McManus    | 2 - 0     | Brian Ochoiski  |
| Ken Doherty     | 2 - 0     | Fraser Patrick  |
| Shaun Murphy    | 2 - 1     | Louis Heathcote |
| Michael Holt    | 1 - 2     | Alan McManus    |
| Xu Si           | 2 - 1     | Fraser Patrick  |

### Gruppo B
Data di gioco: 19 gennaio 2021.
| N° | Giocatore       | MD | MV | MP | FV | FP | DF  | PT |
| -- | --------------- | -- | -- | -- | -- | -- | --- | -- |
| 1  | Kyren Wilson    | 7  | 5  | 2  | 12 | 5  | +7  | 15 |
| 2  | Sunny Akani     | 7  | 5  | 2  | 10 | 5  | +5  | 15 |
| 3  | Pang Junxu      | 7  | 5  | 2  | 11 | 6  | +5  | 15 |
| 4  | Li Hang         | 7  | 4  | 3  | 10 | 9  | +1  | 12 |
| 5  | Yuan Sijun      | 7  | 4  | 3  | 9  | 8  | +1  | 12 |
| 6  | Kacper Filipiak | 7  | 3  | 4  | 8  | 10 | -2  | 9  |
| 7  | Fan Zhengyi     | 7  | 2  | 5  | 6  | 11 | -5  | 6  |
| 8  | Dean Young      | 7  | 0  | 7  | 2  | 14 | -12 | 0  |

Incontri
| Giocatore 1     | Risultato | Giocatore 2     |
| --------------- | --------- | --------------- |
| Kyren Wilson    | 2 - 1     | Fan Zhengyi     |
| Li Hang         | 2 - 1     | Dean Young      |
| Yuan Sijun      | 2 - 1     | Kacper Filipiak |
| Sunny Akani     | 2 - 1     | Pang Junxu      |
| Kyren Wilson    | 2 - 0     | Dean Young      |
| Li Hang         | 1 - 2     | Kacper Filipiak |
| Yuan Sijun      | 1 - 2     | Pang Junxu      |
| Sunny Akani     | 2 - 0     | Fan Zhengyi     |
| Kyren Wilson    | 2 - 0     | Kacper Filipiak |
| Li Hang         | 1 - 2     | Pang Junxu      |
| Yuan Sijun      | 0 - 2     | Sunny Akani     |
| Dean Young      | 0 - 2     | Fan Zhengyi     |
| Kyren Wilson    | 2 - 0     | Pang Junxu      |
| Li Hang         | 0 - 2     | Sunny Akani     |
| Yuan Sijun      | 2 - 0     | Fan Zhengyi     |
| Kacper Filipiak | 2 - 1     | Dean Young      |
| Kyren Wilson    | 2 - 0     | Sunny Akani     |
| Li Hang         | 2 - 0     | Yuan Sijun      |
| Pang Junxu      | 2 - 0     | Dean Young      |
| Kacper Filipiak | 1 - 2     | Fan Zhengyi     |
| Kyren Wilson    | 1 - 2     | Yuan Sijun      |
| Li Hang         | 2 - 1     | Fan Zhengyi     |
| Sunny Akani     | 2 - 0     | Dean Young      |
| Pang Junxu      | 2 - 0     | Kacper Filipiak |
| Kyren Wilson    | 1 - 2     | Li Hang         |
| Yuan Sijun      | 2 - 0     | Dean Young      |
| Sunny Akani     | 0 - 2     | Kacper Filipiak |
| Pang Junxu      | 2 - 0     | Fan Zhengyi     |

### Gruppo C
Data di gioco: 21 gennaio 2021.
| N° | Giocatore            | MD | MV | MP | FV | FP | DF  | PT |
| -- | -------------------- | -- | -- | -- | -- | -- | --- | -- |
| 1  | Stuart Bingham       | 7  | 7  | 0  | 14 | 0  | +14 | 21 |
| 2  | Sam Craigie          | 7  | 5  | 2  | 10 | 5  | +5  | 15 |
| 3  | Jamie Clarke         | 7  | 4  | 3  | 9  | 8  | +1  | 12 |
| 4  | Chris Wakelin        | 7  | 4  | 3  | 10 | 9  | +1  | 12 |
| 5  | Scott Donaldson      | 7  | 3  | 4  | 7  | 9  | -2  | 9  |
| 6  | Ashley Carty         | 7  | 3  | 4  | 7  | 10 | -3  | 9  |
| 7  | Billy Joe Castle     | 7  | 2  | 5  | 6  | 11 | -5  | 6  |
| 8  | Jamie Curtis-Barrett | 7  | 0  | 7  | 3  | 14 | -11 | 0  |

Incontri
| Giocatore 1      | Risultato | Giocatore 2          |
| ---------------- | --------- | -------------------- |
| Stuart Bingham   | 2 - 0     | Jamie Curtis-Barrett |
| Scott Donaldson  | 2 - 1     | Billy Joe Castle     |
| Sam Craigie      | 2 - 0     | Ashley Carty         |
| Chris Wakelin    | 1 - 2     | Jamie Clarke         |
| Stuart Bingham   | 2 - 0     | Billy Joe Castle     |
| Scott Donaldson  | 0 - 2     | Ashley Carty         |
| Sam Craigie      | 2 - 0     | Jamie Clarke         |
| Chris Wakelin    | 2 - 1     | Jamie Curtis-Barrett |
| Stuart Bingham   | 2 - 0     | Ashley Carty         |
| Scott Donaldson  | 1 - 2     | Jamie Clarke         |
| Sam Craigie      | 2 - 1     | Chris Wakelin        |
| Billy Joe Castle | 2 - 1     | Jamie Curtis-Barrett |
| Stuart Bingham   | 2 - 0     | Jamie Clarke         |
| Scott Donaldson  | 0 - 2     | Chris Wakelin        |
| Sam Craigie      | 2 - 0     | Jamie Curtis-Barrett |
| Ashley Carty     | 0 - 2     | Billy Joe Castle     |
| Stuart Bingham   | 2 - 0     | Chris Wakelin        |
| Scott Donaldson  | 2 - 0     | Sam Craigie          |
| Jamie Clarke     | 2 - 0     | Billy Joe Castle     |
| Ashley Carty     | 2 - 1     | Jamie Curtis-Barrett |
| Stuart Bingham   | 2 - 0     | Sam Craigie          |
| Scott Donaldson  | 2 - 0     | Jamie Curtis-Barrett |
| Chris Wakelin    | 2 - 1     | Billy Joe Castle     |
| Jamie Clarke     | 1 - 2     | Ashley Carty         |
| Stuart Bingham   | 2 - 0     | Scott Donaldson      |
| Sam Craigie      | 2 - 0     | Billy Joe Castle     |
| Chris Wakelin    | 2 - 1     | Ashley Carty         |
| Jamie Clarke     | 2 - 0     | Jamie Curtis-Barrett |

### Gruppo D
Data di gioco: 12 marzo 2021.
| N° | Giocatore             | MD | MV | MP | FV | FP | DF | PT |
| -- | --------------------- | -- | -- | -- | -- | -- | -- | -- |
| 1  | Barry Hawkins         | 7  | 6  | 1  | 12 | 5  | +7 | 18 |
| 2  | Ricky Walden          | 7  | 6  | 1  | 13 | 6  | +7 | 18 |
| 3  | Jimmy Robertson       | 7  | 4  | 3  | 10 | 6  | +4 | 12 |
| 4  | Alexander Ursenbacher | 7  | 3  | 4  | 8  | 9  | -1 | 9  |
| 5  | Gerard Greene         | 7  | 3  | 4  | 9  | 10 | -1 | 9  |
| 6  | Duane Jones           | 7  | 2  | 5  | 7  | 10 | -3 | 6  |
| 7  | Farakh Ajaib          | 7  | 2  | 5  | 6  | 12 | -6 | 6  |
| 8  | Paul Davison          | 7  | 2  | 5  | 5  | 12 | -7 | 6  |

Incontri
| Giocatore 1           | Risultato | Giocatore 2           |
| --------------------- | --------- | --------------------- |
| Barry Hawkins         | 2 - 0     | Paul Davison          |
| Ricky Walden          | 2 - 1     | Farakh Ajaib          |
| Jimmy Robertson       | 2 - 0     | Duane Jones           |
| Alexander Ursenbacher | 2 - 1     | Gerard Greene         |
| Barry Hawkins         | 2 - 0     | Farakh Ajaib          |
| Ricky Walden          | 2 - 1     | Duane Jones           |
| Jimmy Robertson       | 0 - 2     | Gerard Greene         |
| Alexander Ursenbacher | 2 - 0     | Paul Davison          |
| Barry Hawkins         | 2 - 0     | Duane Jones           |
| Ricky Walden          | 2 - 0     | Gerard Greene         |
| Jimmy Robertson       | 2 - 0     | Alexander Ursenbacher |
| Farakh Ajaib          | 2 - 1     | Paul Davison          |
| Barry Hawkins         | 2 - 1     | Gerard Greene         |
| Ricky Walden          | 2 - 1     | Alexander Ursenbacher |
| Jimmy Robertson       | 1 - 2     | Paul Davison          |
| Duane Jones           | 1 - 2     | Farakh Ajaib          |
| Barry Hawkins         | 2 - 1     | Alexander Ursenbacher |
| Ricky Walden          | 2 - 1     | Jimmy Robertson       |
| Gerard Greene         | 2 - 1     | Farakh Ajaib          |
| Duane Jones           | 2 - 0     | Paul Davison          |
| Barry Hawkins         | 0 - 2     | Jimmy Robertson       |
| Ricky Walden          | 2 - 0     | Paul Davison          |
| Alexander Ursenbacher | 2 - 0     | Farakh Ajaib          |
| Gerard Greene         | 2 - 1     | Duane Jones           |
| Barry Hawkins         | 2 - 1     | Ricky Walden          |
| Jimmy Robertson       | 2 - 0     | Farakh Ajaib          |
| Alexander Ursenbacher | 0 - 2     | Duane Jones           |
| Gerard Greene         | 1 - 2     | Paul Davison          |

### Gruppo E
Data di gioco: 14 marzo 2021.
| N° | Giocatore         | MD | MV | MP | FV | FP | DF | PT |
| -- | ----------------- | -- | -- | -- | -- | -- | -- | -- |
| 1  | Mark Selby        | 7  | 6  | 1  | 12 | 4  | +8 | 18 |
| 2  | Stuart Carrington | 7  | 5  | 2  | 11 | 5  | +6 | 15 |
| 3  | Soheil Vahedi     | 7  | 5  | 2  | 11 | 7  | +4 | 15 |
| 4  | Matthew Selt      | 7  | 4  | 3  | 11 | 7  | +4 | 12 |
| 5  | Eden Sharav       | 7  | 2  | 5  | 6  | 10 | -4 | 6  |
| 6  | Lukas Kleckers    | 7  | 2  | 5  | 7  | 11 | -4 | 6  |
| 7  | Joe O'Connor      | 7  | 2  | 5  | 4  | 10 | -6 | 6  |
| 8  | Daniel Womersley  | 7  | 2  | 5  | 4  | 12 | -8 | 6  |

Incontri
| Giocatore 1       | Risultato | Giocatore 2       |
| ----------------- | --------- | ----------------- |
| Mark Selby        | 2 - 0     | Daniel Womersley  |
| Matthew Selt      | 1 - 2     | Lukas Kleckers    |
| Joe O'Connor      | 0 - 2     | Soheil Vahedi     |
| Stuart Carrington | 2 - 0     | Eden Sharav       |
| Mark Selby        | 2 - 1     | Lukas Kleckers    |
| Matthew Selt      | 1 - 2     | Soheil Vahedi     |
| Joe O'Connor      | 0 - 2     | Eden Sharav       |
| Stuart Carrington | 2 - 0     | Daniel Womersley  |
| Mark Selby        | 0 - 2     | Soheil Vahedi     |
| Matthew Selt      | 2 - 0     | Eden Sharav       |
| Joe O'Connor      | 0 - 2     | Stuart Carrington |
| Lukas Kleckers    | 2 - 0     | Daniel Womersley  |
| Mark Selby        | 2 - 0     | Eden Sharav       |
| Matthew Selt      | 2 - 1     | Stuart Carrington |
| Joe O'Connor      | 2 - 0     | Daniel Womersley  |
| Soheil Vahedi     | 2 - 1     | Lukas Kleckers    |
| Mark Selby        | 2 - 0     | Stuart Carrington |
| Matthew Selt      | 2 - 0     | Joe O'Connor      |
| Eden Sharav       | 2 - 0     | Lukas Kleckers    |
| Soheil Vahedi     | 1 - 2     | Daniel Womersley  |
| Mark Selby        | 2 - 0     | Joe O'Connor      |
| Matthew Selt      | 2 - 0     | Daniel Womersley  |
| Stuart Carrington | 2 - 1     | Lukas Kleckers    |
| Eden Sharav       | 1 - 2     | Soheil Vahedi     |
| Mark Selby        | 2 - 1     | Matthew Selt      |
| Joe O'Connor      | 2 - 0     | Lukas Kleckers    |
| Stuart Carrington | 2 - 0     | Soheil Vahedi     |
| Eden Sharav       | 1 - 2     | Daniel Womersley  |

### Gruppo F
Data di gioco: 11 marzo 2021.
| N° | Giocatore        | MD | MV | MP | FV | FP | DF | PT |
| -- | ---------------- | -- | -- | -- | -- | -- | -- | -- |
| 1  | Ben Woollaston   | 7  | 5  | 2  | 12 | 5  | +7 | 15 |
| 2  | Fergal O'Brien   | 7  | 5  | 2  | 12 | 7  | +5 | 15 |
| 3  | Noppon Saengkham | 7  | 4  | 3  | 10 | 8  | +2 | 12 |
| 4  | Igor Figueiredo  | 7  | 4  | 3  | 9  | 8  | +1 | 12 |
| 5  | Riley Parsons    | 7  | 4  | 3  | 9  | 9  | 0  | 12 |
| 6  | Jordan Brown     | 7  | 3  | 4  | 8  | 8  | 0  | 9  |
| 7  | David Grace      | 7  | 2  | 5  | 5  | 12 | -7 | 6  |
| 8  | Robbie McGuigan  | 7  | 1  | 6  | 4  | 12 | -8 | 3  |

Incontri
| Giocatore 1      | Risultato | Giocatore 2      |
| ---------------- | --------- | ---------------- |
| Robbie McGuigan  | 0 - 2     | Fergal O'Brien   |
| Ben Woollaston   | 2 - 0     | Riley Parsons    |
| Noppon Saengkham | 2 - 0     | Jordan Brown     |
| David Grace      | 0 - 2     | Igor Figueiredo  |
| Robbie McGuigan  | 0 - 2     | Riley Parsons    |
| Ben Woollaston   | 2 - 0     | Jordan Brown     |
| Noppon Saengkham | 2 - 0     | Igor Figueiredo  |
| David Grace      | 2 - 1     | Fergal O'Brien   |
| Robbie McGuigan  | 0 - 2     | Jordan Brown     |
| Ben Woollaston   | 1 - 2     | Igor Figueiredo  |
| Noppon Saengkham | 2 - 1     | David Grace      |
| Riley Parsons    | 2 - 1     | Fergal O'Brien   |
| Robbie McGuigan  | 0 - 2     | Igor Figueiredo  |
| Ben Woollaston   | 2 - 0     | David Grace      |
| Noppon Saengkham | 1 - 2     | Fergal O'Brien   |
| Jordan Brown     | 2 - 0     | Riley Parsons    |
| Robbie McGuigan  | 2 - 0     | David Grace      |
| Ben Woollaston   | 2 - 0     | Noppon Saengkham |
| Igor Figueiredo  | 1 - 2     | Riley Parsons    |
| Jordan Brown     | 1 - 2     | Fergal O'Brien   |
| Robbie McGuigan  | 1 - 2     | Noppon Saengkham |
| Ben Woollaston   | 1 - 2     | Fergal O'Brien   |
| David Grace      | 2 - 1     | Riley Parsons    |
| Igor Figueiredo  | 2 - 1     | Jordan Brown     |
| Robbie McGuigan  | 1 - 2     | Ben Woollaston   |
| Noppon Saengkham | 1 - 2     | Riley Parsons    |
| David Grace      | 0 - 2     | Jordan Brown     |
| Igor Figueiredo  | 0 - 2     | Fergal O'Brien   |

### Gruppo G
Data di gioco: 20 gennaio 2021.
| N° | Giocatore        | MD | MV | MP | FV | FP | DF | PT |
| -- | ---------------- | -- | -- | -- | -- | -- | -- | -- |
| 1  | Martin O'Donnell | 7  | 5  | 2  | 11 | 5  | +6 | 15 |
| 2  | Lu Ning          | 7  | 5  | 2  | 11 | 6  | +5 | 15 |
| 3  | Jamie O'Neill    | 7  | 4  | 3  | 10 | 7  | +3 | 12 |
| 4  | Liam Highfield   | 7  | 4  | 3  | 8  | 8  | 0  | 12 |
| 5  | Gary Wilson      | 7  | 4  | 3  | 10 | 10 | 0  | 12 |
| 6  | John Astley      | 7  | 3  | 4  | 6  | 9  | -3 | 9  |
| 7  | Zhao Jianbo      | 7  | 2  | 5  | 7  | 11 | -4 | 6  |
| 8  | Rory McLeod      | 7  | 1  | 6  | 6  | 13 | -7 | 3  |

Incontri
| Giocatore 1      | Risultato | Giocatore 2      |
| ---------------- | --------- | ---------------- |
| Gary Wilson      | 0 - 2     | John Astley      |
| Lu Ning          | 2 - 1     | Rory McLeod      |
| Martin O'Donnell | 2 - 1     | Zhao Jianbo      |
| Liam Highfield   | 0 - 2     | Jamie O'Neill    |
| Gary Wilson      | 1 - 2     | Rory McLeod      |
| Lu Ning          | 0 - 2     | Zhao Jianbo      |
| Martin O'Donnell | 2 - 0     | Jamie O'Neill    |
| Liam Highfield   | 2 - 0     | John Astley      |
| Gary Wilson      | 2 - 1     | Zhao Jianbo      |
| Lu Ning          | 2 - 1     | Jamie O'Neill    |
| Martin O'Donnell | 2 - 0     | Liam Highfield   |
| Rory McLeod      | 1 - 2     | John Astley      |
| Gary Wilson      | 2 - 1     | Jamie O'Neill    |
| Lu Ning          | 2 - 0     | Liam Highfield   |
| Martin O'Donnell | 2 - 0     | John Astley      |
| Zhao Jianbo      | 2 - 1     | Rory McLeod      |
| Gary Wilson      | 1 - 2     | Liam Highfield   |
| Lu Ning          | 2 - 0     | Martin O'Donnell |
| Jamie O'Neill    | 2 - 1     | Rory McLeod      |
| Zhao Jianbo      | 0 - 2     | John Astley      |
| Gary Wilson      | 2 - 1     | Martin O'Donnell |
| Lu Ning          | 2 - 0     | John Astley      |
| Liam Highfield   | 2 - 0     | Rory McLeod      |
| Jamie O'Neill    | 2 - 0     | Zhao Jianbo      |
| Gary Wilson      | 2 - 1     | Lu Ning          |
| Martin O'Donnell | 2 - 0     | Rory McLeod      |
| Liam Highfield   | 2 - 1     | Zhao Jianbo      |
| Jamie O'Neill    | 2 - 0     | John Astley      |

### Gruppo H
Data di gioco: 10 marzo 2021.
| N° | Giocatore         | MD | MV | MP | FV | FP | DF  | PT |
| -- | ----------------- | -- | -- | -- | -- | -- | --- | -- |
| 1  | Ali Carter        | 7  | 6  | 1  | 12 | 3  | +9  | 18 |
| 2  | Mark Davis        | 7  | 5  | 2  | 10 | 4  | +6  | 15 |
| 3  | Simon Lichtenberg | 7  | 5  | 2  | 10 | 6  | +4  | 15 |
| 4  | Chang Bingyu      | 7  | 4  | 3  | 9  | 9  | 0   | 12 |
| 5  | Tian Pengfei      | 7  | 3  | 4  | 8  | 9  | -1  | 9  |
| 6  | Dylan Emery       | 7  | 3  | 4  | 8  | 11 | -3  | 9  |
| 7  | Kuldesh Johal     | 7  | 2  | 5  | 6  | 10 | -4  | 6  |
| 8  | Hamim Hussain     | 7  | 0  | 7  | 3  | 14 | -11 | 0  |

Incontri
| Giocatore 1       | Risultato | Giocatore 2       |
| ----------------- | --------- | ----------------- |
| Hamim Hussain     | 0 - 2     | Kuldesh Johal     |
| Ali Carter        | 2 - 0     | Dylan Emery       |
| Mark Davis        | 2 - 0     | Simon Lichtenberg |
| Tian Pengfei      | 1 - 2     | Chang Bingyu      |
| Hamim Hussain     | 1 - 2     | Dylan Emery       |
| Ali Carter        | 2 - 0     | Simon Lichtenberg |
| Mark Davis        | 2 - 0     | Chang Bingyu      |
| Tian Pengfei      | 2 - 1     | Kuldesh Johal     |
| Hamim Hussain     | 0 - 2     | Simon Lichtenberg |
| Ali Carter        | 2 - 0     | Chang Bingyu      |
| Mark Davis        | 0 - 2     | Tian Pengfei      |
| Dylan Emery       | 2 - 1     | Kuldesh Johal     |
| Hamim Hussain     | 1 - 2     | Chang Bingyu      |
| Ali Carter        | 2 - 0     | Tian Pengfei      |
| Mark Davis        | 0 - 2     | Chen Zifan        |
| Simon Lichtenberg | 2 - 1     | Dylan Emery       |
| Hamim Hussain     | 0 - 2     | Tian Pengfei      |
| Ali Carter        | 0 - 2     | Mark Davis        |
| Chang Bingyu      | 2 - 1     | Dylan Emery       |
| Simon Lichtenberg | 2 - 0     | Kuldesh Johal     |
| Hamim Hussain     | 0 - 2     | Mark Davis        |
| Ali Carter        | 2 - 0     | Kuldesh Johal     |
| Tian Pengfei      | 1 - 2     | Dylan Emery       |
| Chang Bingyu      | 1 - 2     | Simon Lichtenberg |
| Hamim Hussain     | 1 - 2     | Ali Carter        |
| Mark Davis        | 2 - 0     | Dylan Emery       |
| Tian Pengfei      | 0 - 2     | Simon Lichtenberg |
| Chang Bingyu      | 2 - 0     | Kuldesh Johal     |

### Gruppo I
Data di gioco: 15 marzo 2021.
| N° | Giocatore         | MD | MV | MP | FV | FP | DF | PT |
| -- | ----------------- | -- | -- | -- | -- | -- | -- | -- |
| 1  | Ben Hancorn       | 7  | 6  | 1  | 13 | 5  | +8 | 18 |
| 2  | Lyu Haotian       | 7  | 6  | 1  | 12 | 4  | +8 | 18 |
| 3  | David Lilley      | 7  | 3  | 4  | 9  | 9  | 0  | 9  |
| 4  | Tom Ford          | 7  | 3  | 4  | 9  | 10 | -1 | 9  |
| 5  | Mark Joyce        | 7  | 3  | 4  | 7  | 9  | -2 | 9  |
| 6  | Chen Zifan        | 7  | 3  | 4  | 7  | 11 | -4 | 9  |
| 7  | Jamie Wilson      | 7  | 2  | 5  | 6  | 10 | -4 | 5  |
| 8  | Ronnie O'Sullivan | 7  | 2  | 5  | 6  | 11 | -5 | 6  |

Incontri
| Giocatore 1       | Risultato | Giocatore 2  |
| ----------------- | --------- | ------------ |
| Ronnie O'Sullivan | 2 - 0     | Jamie Wilson |
| Tom Ford          | 2 - 1     | Ben Hancorn  |
| Lyu Haotian       | 2 - 1     | David Lilley |
| Mark Joyce        | 2 - 0     | Chen Zifan   |
| Ronnie O'Sullivan | 1 - 2     | Ben Hancorn  |
| Tom Ford          | 1 - 2     | David Lilley |
| Lyu Haotian       | 2 - 0     | Chen Zifan   |
| Mark Joyce        | 0 - 2     | Jamie Wilson |
| Ronnie O'Sullivan | 0 - 2     | David Lilley |
| Tom Ford          | 1 - 2     | Chen Zifan   |
| Lyu Haotian       | 2 - 0     | Mark Joyce   |
| Ben Hancorn       | 2 - 1     | Jamie Wilson |
| Ronnie O'Sullivan | 1 - 2     | Chen Zifan   |
| Tom Ford          | 0 - 2     | Mark Joyce   |
| Lyu Haotian       | 2 - 0     | Jamie Wilson |
| David Lilley      | 0 - 2     | Ben Hancorn  |
| Ronnie O'Sullivan | 2 - 1     | Mark Joyce   |
| Tom Ford          | 1 - 2     | Lyu Haotian  |
| Chen Zifan        | 1 - 2     | Ben Hancorn  |
| David Lilley      | 2 - 0     | Jamie Wilson |
| Ronnie O'Sullivan | 0 - 2     | Lyu Haotian  |
| Tom Ford          | 2 - 1     | Jamie Wilson |
| Mark Joyce        | 0 - 2     | Ben Hancorn  |
| Chen Zifan        | 2 - 1     | David Lilley |
| Ronnie O'Sullivan | 0 - 2     | Tom Ford     |
| Lyu Haotian       | 0 - 2     | Ben Hancorn  |
| Mark Joyce        | 2 - 1     | David Lilley |
| Chen Zifan        | 0 - 2     | Jamie Wilson |

### Gruppo J
Data di gioco: 9 marzo 2021.
| N° | Giocatore      | MD | MV | MP | FV | FP | DF | PT |
| -- | -------------- | -- | -- | -- | -- | -- | -- | -- |
| 1  | Oliver Lines   | 7  | 6  | 1  | 12 | 4  | +8 | 18 |
| 2  | James Cahill   | 7  | 6  | 1  | 12 | 7  | +5 | 18 |
| 3  | Ian Burns      | 7  | 4  | 3  | 10 | 7  | +3 | 12 |
| 4  | David Gilbert  | 7  | 4  | 3  | 10 | 8  | +2 | 12 |
| 5  | Elliot Slessor | 7  | 4  | 3  | 9  | 9  | 0  | 12 |
| 6  | Peter Lines    | 7  | 2  | 5  | 7  | 11 | -4 | 6  |
| 7  | Martin Gould   | 7  | 1  | 6  | 5  | 12 | -7 | 3  |
| 8  | Iulian Boiko   | 7  | 1  | 6  | 5  | 12 | -7 | 3  |

Incontri
| Giocatore 1    | Risultato | Giocatore 2    |
| -------------- | --------- | -------------- |
| David Gilbert  | 2 - 1     | Iulian Boiko   |
| Martin Gould   | 1 - 2     | Oliver Lines   |
| Elliot Slessor | 2 - 1     | Peter Lines    |
| Ian Burns      | 1 - 2     | James Cahill   |
| David Gilbert  | 1 - 2     | Oliver Lines   |
| Martin Gould   | 1 - 2     | Peter Lines    |
| Elliot Slessor | 1 - 2     | James Cahill   |
| Ian Burns      | 0 - 2     | Iulian Boiko   |
| David Gilbert  | 2 - 0     | Peter Lines    |
| Martin Gould   | 0 - 2     | James Cahill   |
| Elliot Slessor | 2 - 1     | Ian Burns      |
| Oliver Lines   | 2 - 0     | Iulian Boiko   |
| David Gilbert  | 1 - 2     | James Cahill   |
| Martin Gould   | 0 - 2     | Ian Burns      |
| Elliot Slessor | 2 - 1     | Iulian Boiko   |
| Peter Lines    | 0 - 2     | Oliver Lines   |
| David Gilbert  | 0 - 2     | Ian Burns      |
| Martin Gould   | 0 - 2     | Elliot Slessor |
| James Cahill   | 0 - 2     | Oliver Lines   |
| Peter Lines    | 2 - 0     | Iulian Boiko   |
| David Gilbert  | 2 - 0     | Elliot Slessor |
| Martin Gould   | 2 - 0     | Iulian Boiko   |
| Ian Burns      | 2 - 0     | Oliver Lines   |
| James Cahill   | 2 - 1     | Peter Lines    |
| David Gilbert  | 2 - 1     | Martin Gould   |
| Elliot Slessor | 0 - 2     | Oliver Lines   |
| Ian Burns      | 2 - 1     | Peter Lines    |
| James Cahill   | 2 - 1     | Iulian Boiko   |

### Gruppo K
Data di gioco: 22 gennaio 2021.
| N° | Giocatore      | MD | MV | MP | FV | FP | DF | PT |
| -- | -------------- | -- | -- | -- | -- | -- | -- | -- |
| 1  | Zhao Xintong   | 7  | 5  | 2  | 12 | 5  | +7 | 15 |
| 2  | Dominic Dale   | 7  | 4  | 3  | 10 | 8  | +2 | 12 |
| 3  | Andy Hicks     | 7  | 4  | 3  | 10 | 8  | +2 | 12 |
| 4  | Si Jiahui      | 7  | 3  | 4  | 8  | 8  | 0  | 9  |
| 5  | Peter Devlin   | 7  | 3  | 4  | 7  | 9  | -2 | 9  |
| 6  | Lee Walker     | 7  | 3  | 4  | 8  | 10 | -2 | 9  |
| 7  | Anthony McGill | 7  | 3  | 4  | 7  | 10 | -3 | 9  |
| 8  | Mark King      | 7  | 3  | 4  | 6  | 10 | -4 | 9  |

Incontri
| Giocatore 1    | Risultato | Giocatore 2  |
| -------------- | --------- | ------------ |
| Anthony McGill | 2 - 1     | Lee Walker   |
| Zhao Xintong   | 1 - 2     | Peter Devlin |
| Mark King      | 0 - 2     | Si Jiahui    |
| Dominic Dale   | 2 - 1     | Andy Hicks   |
| Anthony McGill | 0 - 2     | Peter Devlin |
| Zhao Xintong   | 2 - 0     | Si Jiahui    |
| Mark King      | 0 - 2     | Andy Hicks   |
| Dominic Dale   | 2 - 0     | Lee Walker   |
| Anthony McGill | 0 - 2     | Si Jiahui    |
| Zhao Xintong   | 1 - 2     | Andy Hicks   |
| Mark King      | 2 - 1     | Dominic Dale |
| Peter Devlin   | 1 - 2     | Lee Walker   |
| Anthony McGill | 2 - 0     | Andy Hicks   |
| Zhao Xintong   | 2 - 0     | Dominic Dale |
| Mark King      | 2 - 0     | Lee Walker   |
| Si Jiahui      | 2 - 0     | Peter Devlin |
| Anthony McGill | 2 - 1     | Dominic Dale |
| Zhao Xintong   | 2 - 0     | Mark King    |
| Andy Hicks     | 2 - 0     | Peter Devlin |
| Si Jiahui      | 0 - 2     | Lee Walker   |
| Anthony McGill | 1 - 2     | Mark King    |
| Zhao Xintong   | 2 - 1     | Lee Walker   |
| Dominic Dale   | 2 - 0     | Peter Devlin |
| Andy Hicks     | 2 - 1     | Si Jiahui    |
| Anthony McGill | 0 - 2     | Zhao Xintong |
| Mark King      | 0 - 2     | Peter Devlin |
| Dominic Dale   | 2 - 1     | Si Jiahui    |
| Andy Hicks     | 1 - 2     | Lee Walker   |

### Gruppo L
Data di gioco: 24 gennaio 2021.
| N° | Giocatore          | MD | MV | MP | FV | FP | DF | PT |
| -- | ------------------ | -- | -- | -- | -- | -- | -- | -- |
| 1  | Luo Honghao        | 7  | 6  | 1  | 12 | 5  | +7 | 18 |
| 2  | Zhou Yuelong       | 7  | 5  | 2  | 10 | 5  | +5 | 15 |
| 3  | Ashley Hugill      | 7  | 3  | 4  | 8  | 8  | 0  | 9  |
| 4  | Mitchell Mann      | 7  | 3  | 4  | 9  | 9  | 0  | 9  |
| 5  | Leo Fernandez      | 7  | 3  | 4  | 8  | 10 | -2 | 9  |
| 6  | Anthony Hamilton   | 7  | 3  | 4  | 7  | 10 | -3 | 9  |
| 7  | Lei Peifan         | 7  | 3  | 4  | 7  | 10 | -3 | 9  |
| 8  | Thepchaiya Un-Nooh | 7  | 2  | 5  | 6  | 10 | -4 | 6  |

Incontri
| Giocatore 1        | Risultato | Giocatore 2      |
| ------------------ | --------- | ---------------- |
| Thepchaiya Un-Nooh | 2 - 0     | Leo Fernandez    |
| Zhou Yuelong       | 2 - 0     | Ashley Hugill    |
| Anthony Hamilton   | 2 - 1     | Lei Peifan       |
| Luo Honghao        | 2 - 1     | Mitchell Mann    |
| Thepchaiya Un-Nooh | 2 - 0     | Ashley Hugill    |
| Zhou Yuelong       | 2 - 0     | Lei Peifan       |
| Anthony Hamilton   | 2 - 1     | Mitchell Mann    |
| Luo Honghao        | 2 - 1     | Leo Fernandez    |
| Thepchaiya Un-Nooh | 0 - 2     | Lei Peifan       |
| Zhou Yuelong       | 0 - 2     | Mitchell Mann    |
| Anthony Hamilton   | 0 - 2     | Luo Honghao      |
| Ashley Hugill      | 1 - 2     | Leo Fernandez    |
| Thepchaiya Un-Nooh | 1 - 2     | Mitchell Mann    |
| Zhou Yuelong       | 0 - 2     | Luo Honghao      |
| Anthony Hamilton   | 0 - 2     | Leo Fernandez    |
| Lei Peifan         | 2 - 1     | Ashley Hugill    |
| Thepchaiya Un-Nooh | 1 - 2     | Luo Honghao      |
| Zhou Yuelong       | 2 - 1     | Anthony Hamilton |
| Mitchell Mann      | 0 - 2     | Ashley Hugill    |
| Lei Peifan         | 2 - 1     | Leo Fernandez    |
| Thepchaiya Un-Nooh | 0 - 2     | Anthony Hamilton |
| Zhou Yuelong       | 2 - 0     | Leo Fernandez    |
| Luo Honghao        | 0 - 2     | Ashley Hugill    |
| Mitchell Mann      | 2 - 0     | Lei Peifan       |
| Thepchaiya Un-Nooh | 0 - 2     | Zhou Yuelong     |
| Anthony Hamilton   | 0 - 2     | Ashley Hugill    |
| Luo Honghao        | 2 - 0     | Lei Peifan       |
| Mitchell Mann      | 1 - 2     | Leo Fernandez    |

### Gruppo M
Data di gioco: 18 gennaio 2021.
| N° | Giocatore       | MD | MV | MP | FV | FP | DF  | PT |
| -- | --------------- | -- | -- | -- | -- | -- | --- | -- |
| 1  | Joe Perry       | 7  | 6  | 1  | 13 | 6  | +7  | 18 |
| 2  | Xiao Guodong    | 7  | 5  | 2  | 12 | 4  | +8  | 15 |
| 3  | Matthew Stevens | 7  | 4  | 3  | 10 | 6  | +4  | 12 |
| 4  | Daniel Wells    | 7  | 4  | 3  | 9  | 8  | +1  | 12 |
| 5  | Jak Jones       | 7  | 3  | 4  | 8  | 9  | -1  | 9  |
| 6  | Rod Lawler      | 7  | 3  | 4  | 7  | 9  | -2  | 9  |
| 7  | Allan Taylor    | 7  | 3  | 4  | 6  | 9  | -3  | 9  |
| 8  | Haydon Pinhey   | 7  | 0  | 7  | 0  | 14 | -14 | 0  |

Incontri
| Giocatore 1     | Risultato | Giocatore 2     |
| --------------- | --------- | --------------- |
| Joe Perry       | 2 - 0     | Haydon Pinhey   |
| Xiao Guodong    | 2 - 0     | Allan Taylor    |
| Matthew Stevens | 2 - 0     | Rod Lawler      |
| Daniel Wells    | 2 - 1     | Jak Jones       |
| Joe Perry       | 2 - 0     | Allan Taylor    |
| Xiao Guodong    | 2 - 0     | Rod Lawler      |
| Matthew Stevens | 2 - 0     | Jak Jones       |
| Daniel Wells    | 2 - 0     | Haydon Pinhey   |
| Joe Perry       | 1 - 2     | Rod Lawler      |
| Xiao Guodong    | 2 - 0     | Jak Jones       |
| Matthew Stevens | 2 - 0     | Daniel Wells    |
| Allan Taylor    | 2 - 0     | Haydon Pinhey   |
| Joe Perry       | 2 - 1     | Jak Jones       |
| Xiao Guodong    | 1 - 2     | Daniel Wells    |
| Matthew Stevens | 2 - 0     | Haydon Pinhey   |
| Rod Lawler      | 0 - 2     | Allan Taylor    |
| Joe Perry       | 2 - 1     | Daniel Wells    |
| Xiao Guodong    | 2 - 0     | Matthew Stevens |
| Jak Jones       | 2 - 0     | Allan Taylor    |
| Rod Lawler      | 2 - 0     | Haydon Pinhey   |
| Joe Perry       | 2 - 1     | Matthew Stevens |
| Xiao Guodong    | 2 - 0     | Haydon Pinhey   |
| Daniel Wells    | 2 - 0     | Allan Taylor    |
| Jak Jones       | 2 - 1     | Rod Lawler      |
| Joe Perry       | 2 - 1     | Xiao Guodong    |
| Matthew Stevens | 1 - 2     | Allan Taylor    |
| Daniel Wells    | 0 - 2     | Rod Lawler      |
| Jak Jones       | 2 - 0     | Haydon Pinhey   |

### Gruppo N
Data di gioco: 25 gennaio 2021.
| N° | Giocatore        | MD | MV | MP | FV | FP | DF  | PT |
| -- | ---------------- | -- | -- | -- | -- | -- | --- | -- |
| 1  | Jack Lisowski    | 7  | 5  | 2  | 11 | 7  | +4  | 15 |
| 2  | Luca Brecel      | 7  | 5  | 2  | 12 | 8  | +4  | 15 |
| 3  | Andrew Higginson | 7  | 5  | 2  | 11 | 7  | +4  | 15 |
| 4  | Jackson Page     | 7  | 4  | 3  | 11 | 9  | +2  | 12 |
| 5  | Zak Surety       | 7  | 4  | 3  | 10 | 8  | +2  | 12 |
| 6  | Michael White    | 7  | 3  | 4  | 10 | 9  | +1  | 9  |
| 7  | Brandon Sargeant | 7  | 2  | 5  | 7  | 11 | -4  | 6  |
| 8  | Graeme Dott      | 7  | 0  | 7  | 1  | 14 | -13 | 0  |

### Gruppo O
Data di gioco: 16 marzo 2021.
| N° | Giocatore        | MD | MV | MP | FV | FP | DF  | PT |
| -- | ---------------- | -- | -- | -- | -- | -- | --- | -- |
| 1  | Judd Trump       | 7  | 6  | 1  | 12 | 4  | +8  | 18 |
| 2  | Ryan Day         | 7  | 5  | 2  | 11 | 4  | +7  | 15 |
| 3  | Jamie Jones      | 7  | 5  | 2  | 10 | 7  | +3  | 15 |
| 4  | Jimmy White      | 7  | 4  | 3  | 11 | 10 | +1  | 12 |
| 5  | Steven Hallworth | 7  | 4  | 3  | 9  | 9  | 0   | 12 |
| 6  | Hossein Vafaei   | 7  | 2  | 5  | 8  | 10 | -2  | 6  |
| 7  | Barry Pinches    | 7  | 2  | 5  | 5  | 11 | -6  | 6  |
| 8  | Sean Maddocks    | 7  | 0  | 7  | 3  | 14 | -11 | 0  |

### Gruppo P
Data di gioco: 13 marzo 2021.
| N° | Giocatore       | MD | MV | MP | FV | FP | DF  | PT |
| -- | --------------- | -- | -- | -- | -- | -- | --- | -- |
| 1  | Mark Williams   | 7  | 6  | 1  | 12 | 2  | +10 | 18 |
| 2  | Robert Milkins  | 7  | 6  | 1  | 12 | 3  | +9  | 18 |
| 3  | Nigel Bond      | 7  | 4  | 3  | 9  | 7  | +2  | 12 |
| 4  | Robbie Williams | 7  | 4  | 3  | 9  | 8  | +1  | 12 |
| 5  | Oliver Brown    | 7  | 4  | 3  | 8  | 8  | 0   | 12 |
| 6  | Gao Yang        | 7  | 2  | 5  | 5  | 12 | -7  | 6  |
| 7  | Alex Clenshaw   | 7  | 1  | 6  | 5  | 12 | -7  | 3  |
| 8  | Florian Nuessle | 7  | 1  | 6  | 4  | 12 | -8  | 3  |

## Fase 2

### Gruppo 1
Data di gioco: 17 marzo 2021.
| N° | Giocatore        | MD | MV | MP | FV | FP | DF | PT |
| -- | ---------------- | -- | -- | -- | -- | -- | -- | -- |
| 1  | Ali Carter       | 7  | 6  | 1  | 12 | 4  | +8 | 18 |
| 2  | Mark Williams    | 7  | 5  | 2  | 12 | 6  | +6 | 15 |
| 3  | Martin O'Donnell | 7  | 5  | 2  | 11 | 6  | +5 | 15 |
| 4  | Sunny Akani      | 7  | 5  | 2  | 12 | 8  | +4 | 15 |
| 5  | Lyu Haotian      | 7  | 2  | 5  | 7  | 11 | -4 | 6  |
| 6  | Louis Heathcote  | 7  | 2  | 5  | 7  | 12 | -5 | 6  |
| 7  | James Cahill     | 7  | 2  | 5  | 5  | 11 | -6 | 6  |
| 8  | Ben Hancorn      | 7  | 1  | 6  | 4  | 12 | -8 | 3  |

### Gruppo 2
Data di gioco: 18 marzo 2021.
| N° | Giocatore         | MD | MV | MP | FV | FP | DF | PT |
| -- | ----------------- | -- | -- | -- | -- | -- | -- | -- |
| 1  | Kyren Wilson      | 7  | 5  | 2  | 12 | 6  | +6 | 15 |
| 2  | Xiao Guodong      | 7  | 5  | 2  | 12 | 6  | +6 | 15 |
| 3  | Ben Woollaston    | 7  | 5  | 2  | 12 | 8  | +4 | 15 |
| 4  | Stuart Carrington | 7  | 4  | 3  | 11 | 8  | +3 | 12 |
| 5  | Robert Milkins    | 7  | 3  | 4  | 9  | 11 | -2 | 9  |
| 6  | Shaun Murphy      | 7  | 3  | 4  | 7  | 10 | -3 | 9  |
| 7  | Zhao Xintong      | 7  | 2  | 5  | 7  | 12 | -5 | 6  |
| 8  | Lu Ning           | 7  | 1  | 6  | 4  | 13 | -9 | 3  |

### Gruppo 3
Data di gioco: 19 marzo 2021.
| N° | Giocatore      | MD | MV | MP | FV | FP | DF | PT |
| -- | -------------- | -- | -- | -- | -- | -- | -- | -- |
| 1  | Sam Craigie    | 7  | 5  | 2  | 11 | 5  | +6 | 15 |
| 2  | Jack Lisowski  | 7  | 5  | 2  | 11 | 8  | +3 | 15 |
| 3  | Barry Hawkins  | 7  | 5  | 2  | 11 | 8  | +3 | 15 |
| 4  | Luca Brecel    | 7  | 4  | 3  | 9  | 7  | +2 | 12 |
| 5  | Mark Davis     | 7  | 4  | 3  | 9  | 8  | +1 | 12 |
| 6  | Joe Perry      | 0  | 2  | 5  | 7  | 11 | -4 | 6  |
| 7  | Luo Honghao    | 7  | 2  | 5  | 7  | 11 | -4 | 6  |
| 8  | Fergal O'Brien | 7  | 1  | 6  | 5  | 12 | -7 | 3  |

### Gruppo 4
Data di gioco: 20 marzo 2021.
| N° | Giocatore      | MD | MV | MP | FV | FP | DF | PT |
| -- | -------------- | -- | -- | -- | -- | -- | -- | -- |
| 1  | Judd Trump     | 7  | 6  | 1  | 12 | 6  | +6 | 18 |
| 2  | Stuart Bingham | 7  | 5  | 2  | 11 | 5  | +6 | 15 |
| 3  | Ryan Day       | 7  | 4  | 3  | 9  | 7  | +2 | 12 |
| 4  | Dominic Dale   | 7  | 4  | 3  | 8  | 9  | -1 | 12 |
| 5  | Mark Selby     | 7  | 3  | 4  | 8  | 8  | 0  | 9  |
| 6  | Zhou Yuelong   | 7  | 3  | 4  | 9  | 10 | -1 | 9  |
| 7  | Ricky Walden   | 7  | 2  | 5  | 8  | 12 | -4 | 6  |
| 8  | Oliver Lines   | 7  | 1  | 6  | 5  | 13 | -8 | 3  |

## Fase 3

### Gruppo finale
Data di gioco: 21 marzo 2021.
| N° | Giocatore      | MD | MV | MP | FV | FP | DF  | PT |
| -- | -------------- | -- | -- | -- | -- | -- | --- | -- |
| 1  | Mark Williams  | 7  | 6  | 1  | 13 | 5  | +8  | 18 |
| 2  | Ali Carter     | 7  | 5  | 2  | 12 | 5  | +7  | 15 |
| 3  | Sam Craigie    | 7  | 5  | 2  | 11 | 6  | +5  | 15 |
| 4  | Judd Trump     | 7  | 4  | 3  | 8  | 6  | +2  | 12 |
| 5  | Stuart Bingham | 7  | 4  | 3  | 8  | 8  | 0   | 12 |
| 6  | Xiao Guodong   | 7  | 3  | 4  | 7  | 10 | -3  | 9  |
| 7  | Kyren Wilson   | 7  | 1  | 6  | 5  | 13 | -8  | 3  |
| 8  | Jack Lisowski  | 7  | 0  | 7  | 3  | 14 | -11 | 0  |

## Century breaks
Durante il corso del torneo sono stati realizzati 146 century breaks.
| N° | Giocatore             | Century breaks | Miglior break |
| -- | --------------------- | -------------- | ------------- |
| 1  | Ali Carter            | 8              | 141           |
| 2  | Kyren Wilson          | 7              | 135           |
| =  | Judd Trump            | 7              | 128           |
| 3  | Sam Craigie           | 6              | 143           |
| 4  | Zhao Xintong          | 5              | 143           |
| =  | Shaun Murphy          | 5              | 121           |
| 5  | Mark Selby            | 4              | 142           |
| =  | Stuart Bingham        | 4              | 137           |
| =  | Fergal O'Brien        | 4              | 134           |
| =  | Alexander Ursenbacher | 4              | 132           |
| =  | Xiao Guodong          | 4              | 127           |
| 6  | Jimmy Robertson       | 3              | 143           |
| =  | Robert Milkins        | 3              | 142           |
| =  | Joe Perry             | 3              | 142           |
| =  | Ben Woollaston        | 3              | 137           |
| =  | Zhou Yuelong          | 3              | 136           |
| =  | Anthony McGill        | 3              | 136           |
| =  | Lu Ning               | 3              | 133           |
| =  | Mark Williams         | 3              | 108           |
| =  | Jack Lisowski         | 3              | 106           |
| 7  | Gary Wilson           | 2              | 147           |
| =  | Lyu Haotian           | 2              | 137           |
| =  | Stuart Carrington     | 2              | 137           |
| =  | Yuan Sijun            | 2              | 136           |
| =  | Barry Hawkins         | 2              | 132           |
| =  | Jamie Jones           | 2              | 125           |
| =  | Martin O'Donnell      | 2              | 124           |
| =  | Luca Brecel           | 2              | 120           |
| =  | Igor Figueiredo       | 2              | 119           |
| =  | Chris Wakelin         | 2              | 113           |
| =  | Michael Holt          | 2              | 107           |
| =  | Zhao Jianbo           | 2              | 107           |
| =  | Allan Taylor          | 2              | 104           |
| =  | Ryan Day              | 2              | 101           |
| 8  | Ronnie O'Sullivan     | 1              | 141           |
| =  | Rod Lawler            | 1              | 140           |
| =  | Elliot Slessor        | 1              | 140           |
| =  | Jimmy White           | 1              | 140           |
| =  | Mitchell Mann         | 1              | 138           |
| =  | Anthony Hamilton      | 1              | 136           |
| =  | Joe O'Connor          | 1              | 135           |
| =  | Paul Davison          | 1              | 134           |
| =  | Ashley Hugill         | 1              | 133           |
| =  | Ricky Walden          | 1              | 129           |
| =  | Florian Nuessle       | 1              | 127           |
| =  | Tian Pengfei          | 1              | 126           |
| =  | Jackson Page          | 1              | 122           |
| =  | Nigel Bond            | 1              | 122           |
| =  | Chen Zifan            | 1              | 121           |
| =  | Oliver Lines          | 1              | 120           |
| =  | Louis Heathcote       | 1              | 113           |
| =  | Jak Jones             | 1              | 111           |
| =  | Alan McManus          | 1              | 111           |
| =  | Noppon Saengkham      | 1              | 111           |
| =  | Brian Ochoiski        | 1              | 110           |
| =  | Xu Si                 | 1              | 107           |
| =  | Dylan Emery           | 1              | 106           |
| =  | Jamie Clarke          | 1              | 105           |
| =  | Jordan Brown          | 1              | 105           |
| =  | Kacper Filipiak       | 1              | 103           |
| =  | David Gilbert         | 1              | 102           |
| =  | Steven Hallworth      | 1              | 102           |
| =  | Mark Davis            | 1              | 102           |
| =  | Andrew Higginson      | 1              | 101           |
| =  | Li Hang               | 1              | 101           |
| =  | Simon Lichtenberg     | 1              | 100           |
| =  | Riley Parsons         | 1              | 100           |

### Maximum breaks
Durante il corso del torneo è stato realizzato un maximum break.
| N° | Giocatore   | Avversario     | Turno             | Data            | Note  |
| -- | ----------- | -------------- | ----------------- | --------------- | ----- |
| 1  | Gary Wilson | Liam Highfield | Gruppo G (Fase 1) | 20 gennaio 2021 | [ 3 ] |